# Тройна интервенция
Тройната интервенция е дипломатическа акция на Русия, Германия и Франция срещу Япония и Китай от 1895 г.
Цитираните европейски страни се противопоставят на част от клаузите на подписания няколко дни по-рано Шимоносекски договор между горните азиатски страни, с който е сложен край на Първата китайско-японска война, в частност на отстъпването на Квантунския полуостров от Китай на Япония, който полуостров Русия смята за част от своята сфера на интереси.
Изправена пред превъзхождаща я военна сила, Япония се отказва от полуострова в замяна на допълнителна контрибуция. Интервенцията обаче засилва антируските настроения в страната и се нарежда сред причините, довели до Руско-японската война през 1904 година.